# 布莱恩·古德温
布莱恩·古德温（英語：Brian Carey Goodwin，1931年3月25日—2009年7月15日）是一名加拿大数学家和生物学家，開放大學榮譽退休教授，专攻數理生物學，也是第三种文化运动的成员。